# Молодёжная улица (Ижевск)
Молодёжная у́лица — улица в Устиновском районе Ижевска. Главная и центральная улица жилого района Аэропорт. Направлена с севера на юг от улицы Профессора Рупасова, являясь продолжением улицы Петрова, до улицы Ленина и переходит Первомайскую улицу. Протяжённость улицы примерно 1,5 километра.
Пересекает проспект Калашникова.

## История
В 1944 году, в рамках строительства нового ижевского аэропорта, на месте современной Молодёжной улицы была построена взлётно-посадочная полоса размером 1000×54 метров и несколько служебных сооружений. В 1974 году, в связи с активной застройкой территории старого аэропорта жилыми домами, новый аэропорт был построен вблизи деревни Старое Мартьяново. Транспортная магистраль современной Молодёжной улицы представляет собой взлётно-посадочную полосу бывшего аэропорта. Своё название улица официально получила 4 октября 1979 года решением исполнительного комитета Ижевского городского совета депутатов.

## Здания и сооружения
По Молодёжной улице адресованы все дома 2-го, 3-го, 4-го и 5-го микрорайонов жилого района Аэропорт.
Примечательные здания:

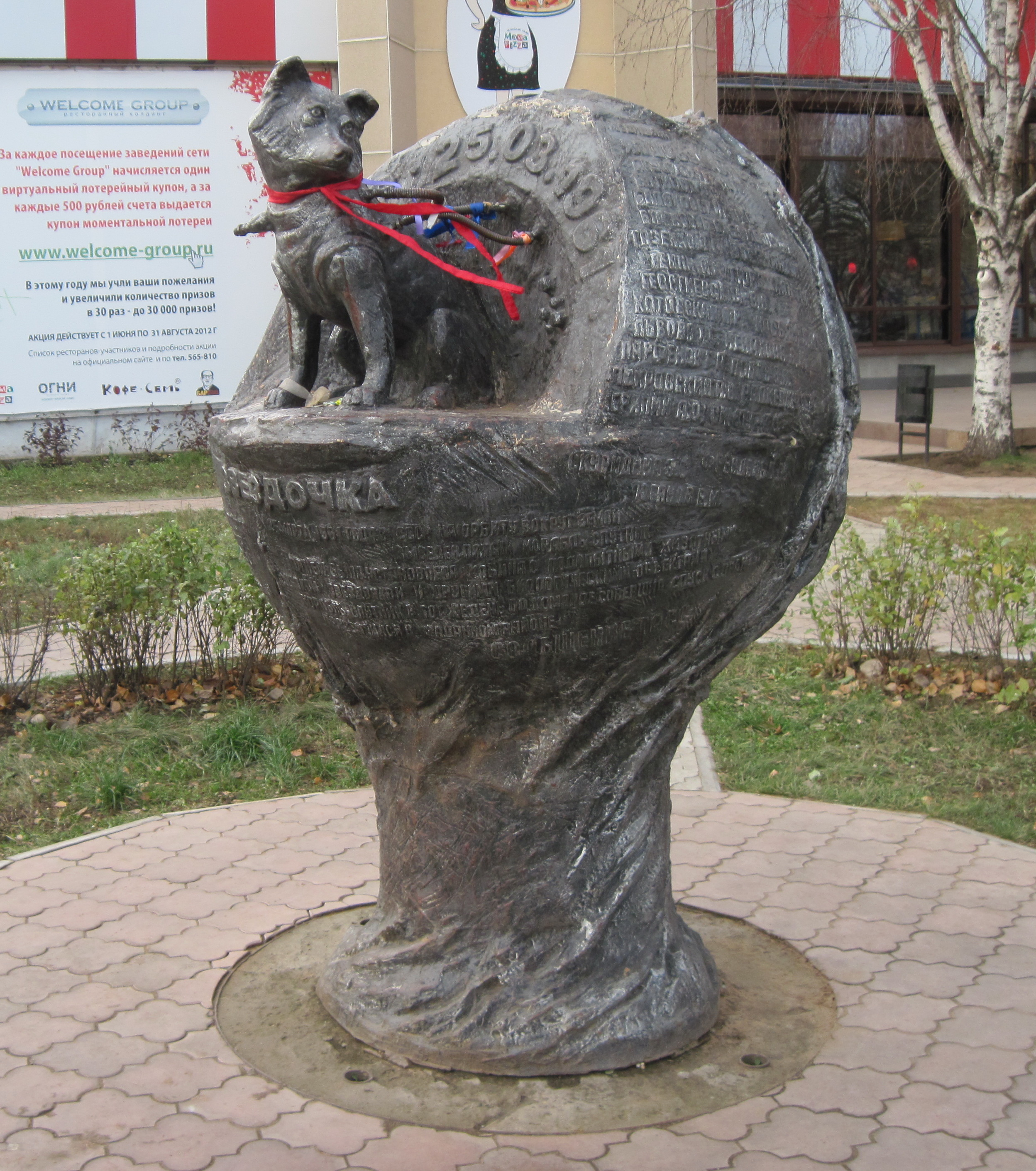
Памятник Звёздочке

- № 20 — детская школа искусств № 8;
- № 28 — ДЮСШ по спортивной гимнастике и волейболу;
- № 35 — ЗАГС Устиновского района;
- № 63 — прогимназия № 226;
- № 65 — детский сад № 231 «Оленёнок», музей истории Устиновского района;
- № 107а — гипермаркет «Магнит»;
- № 107б — строительный центр «Азбука ремонта», ресторан Burger King;
- № 109 — Ижевский кооперативный техникум;
- № 111 — торгово-выставочный центр «Метеор».

#### Памятник собаке-космонавту Звёздочке
В сквере перед домом № 34 по Молодёжной улице 25 марта 2006 года открылся памятник собаке-космонавту Звёздочке. Автор памятника — ижевский скульптор Павел Медведев. Скульптура высотой около полуметра изготовлена из металла. На задней части памятника выгравирована история собаки-космонавта Звёздочки и имена пятидесяти специалистов, участвовавших в подготовке полёта Звёздочки. Специально для слабовидящих текст продублирован на азбуке Брайля.
Место для памятника было выбрано неслучайно, в 1961 году самолёт, вылетавший на поиски космической капсулы со Звёздочкой, после завершающего проверочного полёта космического корабля Спутник-10 вылетал и возвращался со старого ижевского аэропорта, взлётно-посадочная полоса которого располагалась тогда на месте Молодёжной улицы.

## Транспорт
Улица является крупной транспортной магистралью Устиновского района, ширина её проезжей части варьируется от 6 до 8 полос. По Молодёжной улице проходит часть маршрутов общественного транспорта Ижевска:
- троллейбусные маршруты — 2, 4д, 6д, 7д, 10;
- автобусные маршруты — 25, 27, 29, 31, 39, 79, 321, 331;
- маршрутное такси — 10, 18, 49, 52, 400.